# Olympische Sommerspiele 1912/Leichtathletik – Dreisprung (Männer)
Der Dreisprung der Männer bei den Olympischen Spielen 1912 in Stockholm wurde am 15. Juli 1912 im Stockholmer Olympiastadion ausgetragen. Zwanzig Athleten nahmen daran teil.
Olympiasieger wurde der Schwede Gustaf Lindblom vor seinen Landsleuten Georg Åberg und Erik Almlöf.
Der Deutsche Otto Bäurle belegte Platz vierzehn und war damit einen Platz besser als der Österreicher Gustav Kröjer. Schweizer Athleten waren nicht am Start.

## Bestehende Rekorde
Die Leichtathletik-Weltrekorde waren damals noch inoffiziell.
| Weltrekord         | 15,52 m | Dan Ahearn ( Vereinigte Staaten) | New York, USA       | 30. Mai 1911  |
| Olympischer Rekord | 14,92 m | Tim Ahearne ( Großbritannien)    | OS London 1908, GBR | 25. Juli 1908 |

Dan Ahearns Weltrekord wurde nach der Gründung des Weltleichtathletikverbandes IAAF 1912 nachträglich anerkannt.
Die beiden Springer mit dem Namen Dan Ahearn bzw. Tim Ahearne waren Brüder irischer Herkunft. Dan wanderte 1909 in die USA aus und strich das „e“ in seinem Nachnamen. Tim folgte seinem Bruder später. Beide Athleten waren für die Stockholmer Spiele nicht startberechtigt, weil ihnen die US-amerikanische Staatsbürgerschaft noch nicht erteilt wurde.
Der bestehende olympische Rekord wurde bei diesen Spielen nicht erreicht.

## Durchführung des Wettbewerbs
Alle zwanzig Springer hatten drei Versuche. Die besten drei Athleten – hellblau hinterlegt – absolvierten anschließend weitere drei Sprünge, wobei die Weiten aus den ersten drei Durchgängen berücksichtigt wurden.

## Legende
Kurze Übersicht zur Bedeutung der Symbolik – so üblicherweise auch in sonstigen Veröffentlichungen verwendet:
| – | verzichtet |
| x | ungültig   |

Die jeweils besten Weiten sind fett gedruckt.

## Qualifikation

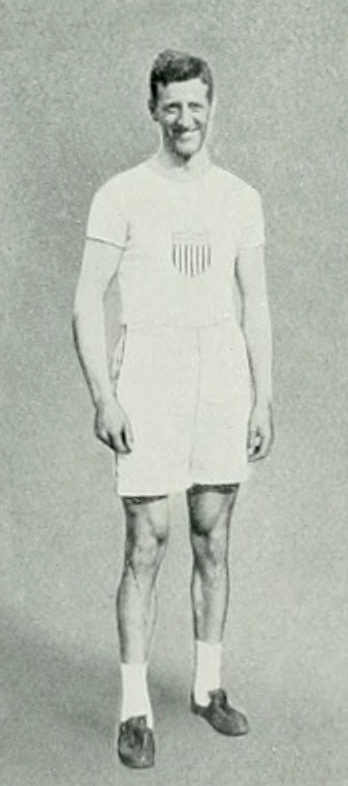
Platt Adams, Olympiasieger im Standhochsprung, erreichte in der Endwertung Platz fünf

Datum: 15. Juli 1912 

### Gruppe A
| Platz | Name            | Nation             | Resultat | 1. Versuch (m) | 2. Versuch (m) | 3. Versuch (m) |
| ----- | --------------- | ------------------ | -------- | -------------- | -------------- | -------------- |
| 1     | Georg Åberg     | Schweden           | 14,51 m  | 13,58          | 13,90          | 14,51          |
| 2     | Platt Adams     | Vereinigte Staaten | 14,09 m  | 13,72          | 14,09          | x              |
| 3     | Hjalmar Ohlsson | Schweden           | 14,01 m  | 14,01          | 13,87          | 13,91          |
| 4     | Juho Halme      | Finnland           | 13,79 m  | 13,79          | 13,43          | 13,51          |
| 5     | Timothy Carroll | Großbritannien     | 12,56 m  | x              | 12,54          | 12,56          |

### Gruppe B

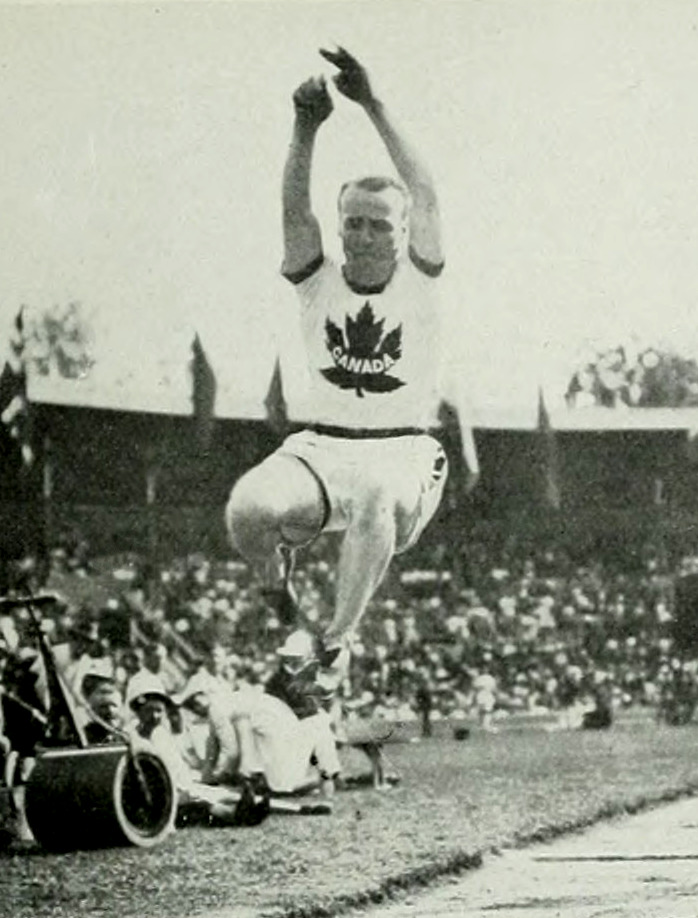
Calvin Bricker kam nach Silber im Weitsprung drei Tage zuvor in der Endwertung hier nur auf Platz achtzehn

| Platz | Name             | Nation     | Resultat | 1. Versuch (m) | 2. Versuch (m) | 3. Versuch (m) |
| ----- | ---------------- | ---------- | -------- | -------------- | -------------- | -------------- |
| 1     | Gustaf Lindblom  | Schweden   | 14,76 m  | 14,74          | 14,76          | 14,20          |
| 2     | Erik Almlöf      | Schweden   | 14,17 m  | x              | 13,46          | 14,17          |
| 3     | Edvard Larsen    | Norwegen   | 14,06 m  | 13,27          | 13,90          | 14,06          |
| 4     | Nils Fixdal      | Norwegen   | 13,96 m  | 13,96          | 13,58          | 13,66          |
| 5     | Gustaf Nordén    | Schweden   | 13,81 m  | 13,81          | 12,76          | x              |
| 6     | Gustav Krojer    | Österreich | 13,45 m  | 12,90          | 13,45          | 12,95          |
| 7     | Skotte Jacobsson | Schweden   | 13,33 m  | 13,33          | x              | 12,71          |
| 8     | Calvin Bricker   | Kanada     | 13,25 m  | 13,25          | x              | x              |
| 9     | Arthur Maranda   | Kanada     | 12,53 m  | 12,53          | 12,07          | 12,25          |

### Gruppe C

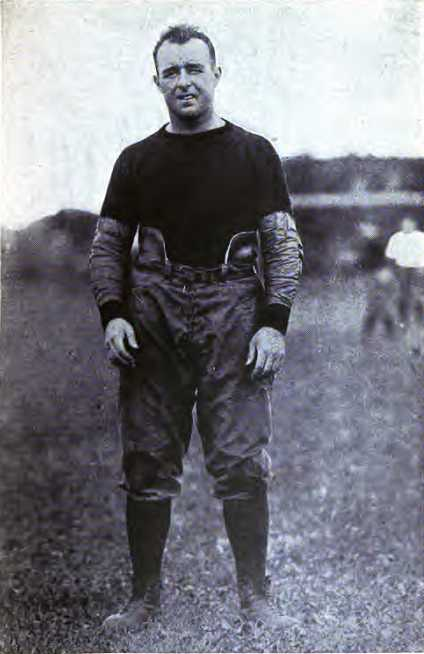
Charles Brickley, auch Football- und Baseballspieler, wurde in der Endabrechnung Neunter

| Platz | Name             | Nation             | Resultat | 1. Versuch (m) | 2. Versuch (m) | 3. Versuch (m) |
| ----- | ---------------- | ------------------ | -------- | -------------- | -------------- | -------------- |
| 1     | Erling Vinne     | Norwegen           | 14,14 m  | 13,63          | 14,14          | 13,34          |
| 2     | Charles Brickley | Vereinigte Staaten | 13,88 m  | 13,88          | 13,84          | 13,77          |
| 3     | Inge Lindholm    | Schweden           | 13,74 m  | 13,14          | 13,57          | 13,74          |
| 4     | Edward Farrell   | Vereinigte Staaten | 13,57 m  | x              | 13,42          | 13,57          |
| 5     | Otto Bäurle      | Deutsches Reich    | 13,52 m  | 13,12          | x              | 13,52          |
| 6     | Patrik Ohlsson   | Schweden           | 13,45 m  | 12,98          | 13,37          | 13,45          |

## Finale
Datum: 15. Juli 1912 
| Platz | Name            | Nation   | Resultat | Bester Versuch aus dem Vorkampf (m) | 1. Versuch (m) | 2. Versuch (m) | 3. Versuch (m) |
| ----- | --------------- | -------- | -------- | ----------------------------------- | -------------- | -------------- | -------------- |
| 1     | Gustaf Lindblom | Schweden | 14,76 m  | 14,76                               | x              | 14,35          | 14,32          |
| 2     | Georg Åberg     | Schweden | 14,51 m  | 14,51                               | x              | 14,03          | x              |
| 3     | Erik Almlöf     | Schweden | 14,17 m  | 14,17                               | x              | 13,85          | 14,10          |

## Endresultat
| Platz | Name            | Land               | Weite   |
| ----- | --------------- | ------------------ | ------- |
| 1     | Gustaf Lindblom | Schweden           | 14,76 m |
| 2     | Georg Åberg     | Schweden           | 14,51 m |
| 3     | Erik Almlöf     | Schweden           | 14,17 m |
| 4     | Erling Vinne    | Norwegen           | 14,14 m |
| 5     | Platt Adams     | Vereinigte Staaten | 14,09 m |
| 6     | Edvard Larsen   | Norwegen           | 14,06 m |
| 7     | Hjalmar Ohlsson | Schweden           | 14,01 m |
| 8     | Nils Fixdal     | Norwegen           | 13,96 m |
| 9     | Calvin Bricker  | Kanada             | 13,25 m |
| 10    | Gustaf Nordén   | Schweden           | 13,81 m |

| Platz | Name             | Land               | Weite   |
| ----- | ---------------- | ------------------ | ------- |
| 11    | Juho Halme       | Finnland           | 13,79 m |
| 12    | Inge Lindholm    | Schweden           | 13,74 m |
| 13    | Edward Farrell   | Vereinigte Staaten | 13,57 m |
| 14    | Otto Bäurle      | Deutsches Reich    | 13,52 m |
| 15    | Gustav Krojer    | Österreich         | 13,45 m |
| 15    | Patrik Ohlsson   | Schweden           | 13,45 m |
| 17    | Skotte Jacobsson | Schweden           | 13,33 m |
| 18    | Calvin Bricker   | Kanada             | 13,25 m |
| 19    | Timothy Carroll  | Großbritannien     | 12,56 m |
| 20    | Arthur Maranda   | Kanada             | 12,53 m |

Keiner der drei Finalisten konnte seine Weite aus der Vorrunde verbessern, somit galt das Klassement aus dem Vorkampf. Sieger Gustaf Lindblom war der einzige Athlet, der alle seine gültigen Sprünge über die 14-Meter-Marke brachte und war damit verdienter Olympiasieger. Allerdings blieben der olympische Rekord und natürlich erst recht der Weltrekord völlig unangetastet.
Lindblom, Georg Åberg und Erik Almlöf sorgten für die ersten drei schwedischen Medaillen in dieser Disziplin.

Acht der Top-Ten-Athleten stammten aus Schweden oder Norwegen – fünf Schweden/drei Norweger.

## Bildergalerie

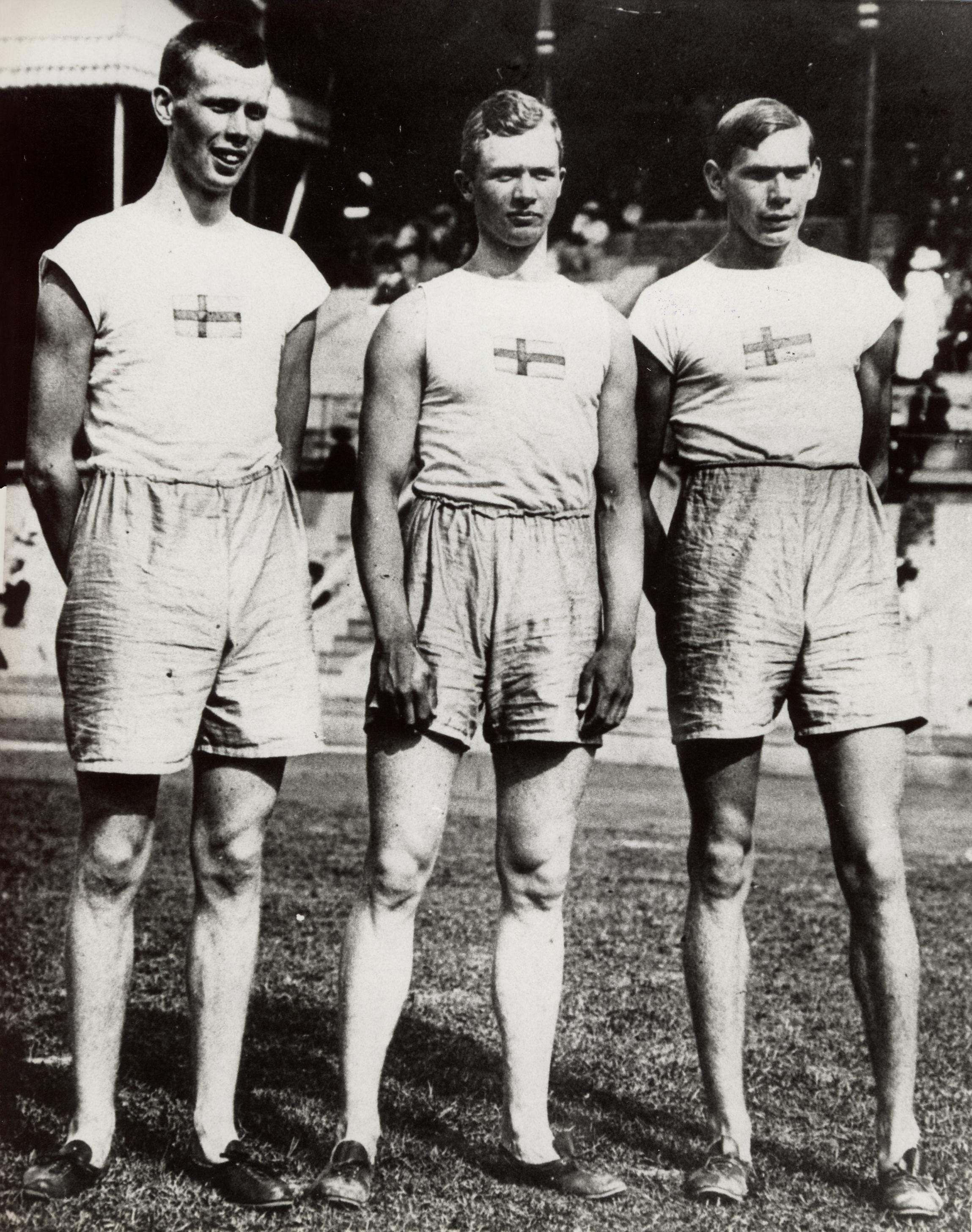
Die Medaillengewinner im Dreisprung (v. l. n. r.): Gustaf Lindblom, Georg Åberg, Erik Almlöf
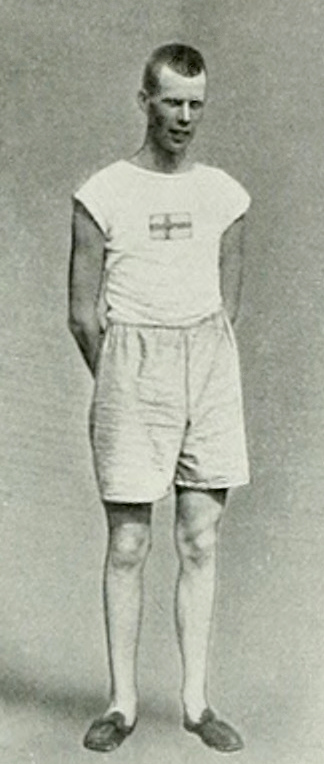
Olympiasieger Gustaf Lindblom
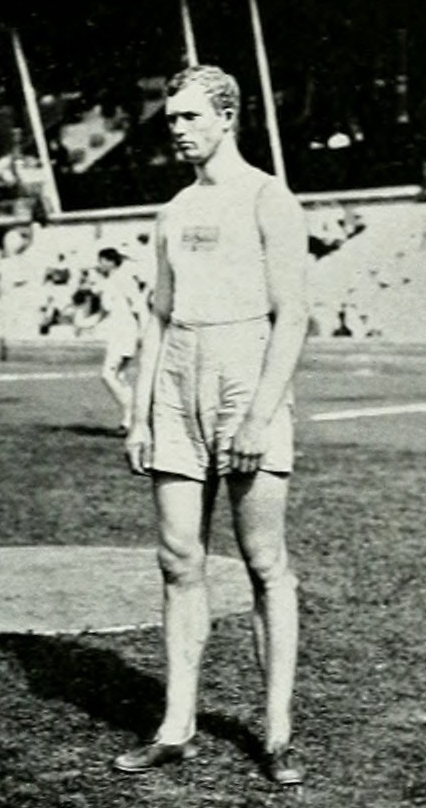
Georg Åberg, Gewinner der Silbermedaille
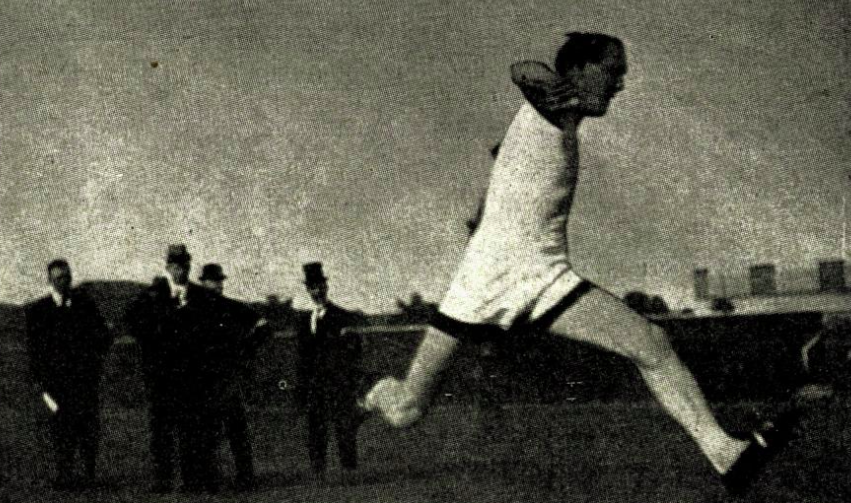
Der viertplatzierte Erling Vinne

## Video
- Gustav Lindblom Completes A Swedish 1,2,3 Medal Podium- Stockholm 1912 Olympics, youtube.com, abgerufen am 20. Mai 2021